# The Astonishing
The Astonishing är det amerikanska progressiv metal/progressiv rock-bandet Dream Theaters trettonde studioalbum. Albumet släpptes 29 januari 2016 genom skivbolaget Roadrunner Records.

## Storyn
Albumet utspelar sig i ett framtida dystopiskt rike som heter Great Northern Empire. Kejsaren Nafaryus styr riket med järnhand tillsammans med kejsarinnan Arabelle och sin dotter Faythe, och har förbjudit all musik utom den som görs av maskinerna som kallas NOMAC:s. I byn Ravenskill planerar milisgruppen med samma namn en revolution, ledd av den orädde Arhys, vars bror Gabriels sångröst är det främsta vapnet i kampen mot regimen. Akt I presenterar bakgrunden till storyn och det dystopiska riket och milisgruppens kamp mot kejsaren, och hur Arhys blir tvingad att bedra sin bror för att rädda sin son från Daryus som tagit honom som gisslan. Akt 2 fortsätter storyn och Arhys bestämmer sig i sista stund för att ändra sig, och får istället betala med sitt eget liv. Precis efter misstar också Daryus Faythe för Gabriel, och dödar henne. Det får Nafaryus och kejsarinnan Arabelle att be Gabriel att använda sin röst för att hela Faythe. Gabriel inser att han är för svag, men får, med folkets stöd, tillbaka sin gåva. Faythe återupplivas, och Nafaryus inser sina misstag och bestämmer sig för att avsluta konflikten med Ravenskill och stänger ner alla NOMAC:s för gott. Nafaryus säger att han från och med denna stund kommer leda riket som en rättvis ledare och återigen skapa en värld där musik uppskattas.

## Låtlista

### CD 1: Akt I
1. "Descent of the NOMACs" (instrumental) – 1:11
2. "Dystopian Overture" (instrumental) – 4:51
3. "The Gift of Music" – 4:00
4. "The Answer" – 1:53
5. "A Better Life" – 4:39
6. "Lord Nafaryus" – 3:28
7. "A Savior in the Square" – 4:14
8. "When Your Time Has Come" – 4:19
9. "Act of Faythe" – 5:01
10. "Three Days" – 3:44
11. "The Hovering Sojourn" (instrumental) – 0:28
12. "Brother, Can You Hear Me?" – 5:11
13. "A Life Left Behind" – 5:49
14. "Ravenskill" – 6:01
15. "Chosen" – 4:32
16. "A Tempting Offer" – 4:20
17. "Digital Discord" (instrumental) – 0:48
18. "The X Aspect" – 4:13
19. "A New Beginning" – 7:41
20. "The Road to Revolution" – 3:35

Speltid: 01:19:49

### CD 2: Akt II
1. "2285 Entr'acte" (instrumental> – 2:20
2. "Moment of Betrayal" – 6:12
3. "Heavens Cove" – 4:20
4. "Begin Again" – 3:54
5. "The Path That Divides" – 5:10
6. "Machine Chatter" (instrumental) – 1:03
7. "The Walking Shadow" – 2:58
8. "My Last Farewell" – 3:44
9. "Losing Faythe" – 4:13
10. "Whispers in the Wind" – 1:37
11. "Hymn of A Thousand Voices" – 3:39
12. "Our New World" – 4:12
13. "Power Down" (instrumental) – 1:25
14. "Astonishing" – 5:51

Speltid: 50:34
Text: John Petrucci
Musik: John Petrucci/Jordan Rudess

## Medverkande
Dream Theater
- James LaBrie – sång
- John Myung – basgitarr
- John Petrucci – gitarr, sång
- Jordan Rudess – keyboard, piano
- Mike Mangini – trummor, slagverk

Bidragande musiker
- Eric Rigler – säckpipa
- FILMharmonic Orchestra Prague (Prags filharmoniska orkester) – orkester
- Pueri Cantores, Susan Youngblood – körsång
- Fred Martin and the Levite Camp – gospelkör
- Richard Chycki – talade ord
- Richard Fiocca – dirigent
- David Campbell – orkester- och körarrangemang

Produktion
- John Petrucci – producent, story
- Richard Chycki – ljudtekniker, ljudmix
- Gary Chester, Mike Schuppan, Travis Warner – ljudtekniker
- James "Jimmy T" Meslin – assisterande ljudtekniker
- Dave Rowland, Jason Staniulis – assisterande ljudmix
- Ted Jensen – mastering
- Dave Rath, Sean Mosher-Smith – omslagsdesign
- Jie Ma - omslagskonst